# Janelle Bynum
Janelle Sojourner Bynum, nata Irick (Washington, 31 gennaio 1975), è una politica statunitense, membro della Camera dei Rappresentanti per lo stato dell'Oregon dal 2025.

## Biografia

### Formazione e vita privata
Nata a Washington, si laureò in ingegneria elettrica presso la Florida A&M University, per poi conseguire un Master in Business Administration presso l'Università del Michigan. Mentre era ancora una studentessa, ricevette una borsa di studio dalla Boeing, ottenendo una breve esperienza lavorativa estiva per l'azienda. Successivamente lavorò come ingegnere per la General Motors, che la inviava come ispettrice nelle sue filali sparse in giro per il mondo. Durante uno di questi viaggi di lavoro, restò bloccata a Taiwan durante l'11 settembre 2001. In quel periodo era già sposata con suo marito, Mark Bynum, ed era incinta,  così decise di cambiare vita e si trasferì in Oregon per prendere le redini di un punto vendita McDonald's gestito dalla suocera.
Insieme al marito, Janelle Bynum ebbe quattro figli e gestì quattro ristoranti McDonald's.

### Carriera politica
Nel 2016, dopo che l'uscente Shemia Fagan lasciò il suo seggio alla Camera dei rappresentanti dell'Oregon, Janelle Bynum si candidò per succederle, come esponente del Partito Democratico. Si aggiudicò le primarie con il 66% dei voti, per poi sconfiggere nelle elezioni generali la candidata repubblicana Lori Chavez-DeRemer con il 51% delle preferenze, in quella che fu considerata una delle gare più competitive di quella tornata elettorale.
Durante la campagna elettorale per la rielezione nel 2018, mentre incontrava gli elettori in un quartiere della sua circoscrizione, fu segnalata alla polizia come "persona sospetta", atto che venne giudicato dalla stampa e dall'opinione pubblica come un episodio di razzismo. In quelle elezioni, Janelle Bynum affrontò nuovamente come avversaria Lori Chavez-DeRemer, sconfiggendola per la seconda volta, con il 53% dei voti. Nel 2020, ottenne dagli elettori un terzo mandato.
Nel 2019, Janelle Bynum fu l'unico membro dell'assemblea a votare contro un disegno di legge che intendeva allungare i termini temporali con cui una vittima di stupro poteva intentare una causa civile. Nel 2020, insieme ad altri legislatori, fece pressioni alla governatrice Kate Brown per rilasciare quasi duemila detenuti dalle carceri statali, circa il 14% della popolazione carceraria dell'Oregon, nel tentativo di proteggerli dal rischio di contrarre il COVID-19.
A gennaio del 2022, dopo le dimissioni della presidente della Camera Tina Kotek, Janelle Bynum si candidò per la posizione, venendo superata dal contendente Dan Rayfield. Nonostante la sconfitta, Janelle Bynum fu la prima persona afroamericana nella storia dell'Oregon a ricevere voti per la presidenza della Camera.
Nel 2022, fu rieletta nella legislatura statale con un margine di 10 punti sull'avversaria.
A partire dal 2023, rivestì l'incarico di presidente della commissione per lo sviluppo economico e le piccole imprese.
Nel mese di giugno del 2023, Janelle Bynum annunciò la sua intenzione di candidarsi alla Camera dei Rappresentanti in occasione delle elezioni parlamentari del 2024, sfidando la sua vecchia avversaria Lori Chavez-DeRemer, che nel frattempo era stata eletta deputata. Il Partito Democratico puntò molto sulla gara, includendo Janelle Bynum nel programma "Red to Blue", che garantiva maggiore supporto e accesso ai finanziamenti per i candidati potenzialmente competitivi che concorrevano contro deputati repubblicani in carica. Nelle primarie democratiche, Bynum ottenne la nomination del partito sconfiggendo Jamie McLeod-Skinner, che era stata la candidata ufficiale due anni prima ed era stata sconfitta da Lori Chavez-DeRemer.
A novembre, Janelle Bynum affrontò per la terza volta Lori Chavez-DeRemer, riuscendo nuovamente a sconfiggerla. La gara fu una delle più costose di quella tornata elettorale a livello nazionale, con un totale di spesa superiore a 26 milioni di dollari. Janelle Bynum divenne inoltre il primo membro nero del Congresso eletto in Oregon.